# Aulacorhynchus
Aulacorhynchus es un género de aves piciformes perteneciente a la familia Ramphastidae en el que se incluyen a una serie de tucanes de pequeño tamaño denominados comúnmente tucanetes o tucancitos.

## Especies
El género contiene catorce especies:
- tucanete esmeralda o tucancito esmeralda (Aulacorhynchus prasinus)
- tucanete picosurcado o tucancito verde (Aulacorhynchus sulcatus)
- tucanete de Derby o tucancito común (Aulacorhynchus derbianus)
- tucanete de tepuy (Aulacorhynchus whitelianus)
- tucanete culirrojo o tucancito de lomo rojo (Aulacorhynchus haematopygus)
- tucanete del Huallaga o tucancito de cuello dorado (Aulacorhynchus huallagae)
- tucanete pechiazul o tucancito de pecho celeste (Aulacorhynchus coeruleicinctis)
- tucanete de Wagler (Aulacorhynchus wagleri)
- tucanete gorgiazul (Aulacorhynchus caeruleogularis)
- tucanete de Darién (Aulacorhynchus cognatus)
- tucanete de Santa Marta (Aulacorhynchus lautus)
- tucanete gorgigris (Aulacorhynchus griseigularis)
- tucanete andino (Aulacorhynchus albivitta)
- tucanete peruano (Aulacorhynchus atrogularis)
- tucanete de pico amarillo (Aulacorhynchus calorhynchus)